# Charmont (Marne)
Pour les articles homonymes, voir Charmont.
Charmont est une commune française, située dans le département de la Marne en région Grand Est.

## Géographie
| Possesse    | Possesse              |                   |
|             | Charmont              | Nettancourt Meuse |
| Vernancourt | Bettancourt-la-Longue | Vroil             |

### Hydrographie
La commune est dans la région hydrographique « la Seine de sa source au confluent de l'Oise (exclu) » au sein du bassin Seine-Normandie. Elle est drainée par le cours d'eau 01 de l'Étang Coupé, le Jardon, la Courtillotte, le Fossé 01 de la Taille Thiémont, le Fossé 01 des Brochies, le Fossé 01 du Bois des Hautes Tailles, le Fossé 01 du Bois des Plantis, le ruisseau des Usages du Jardon et le ruisseau Giraunau,.

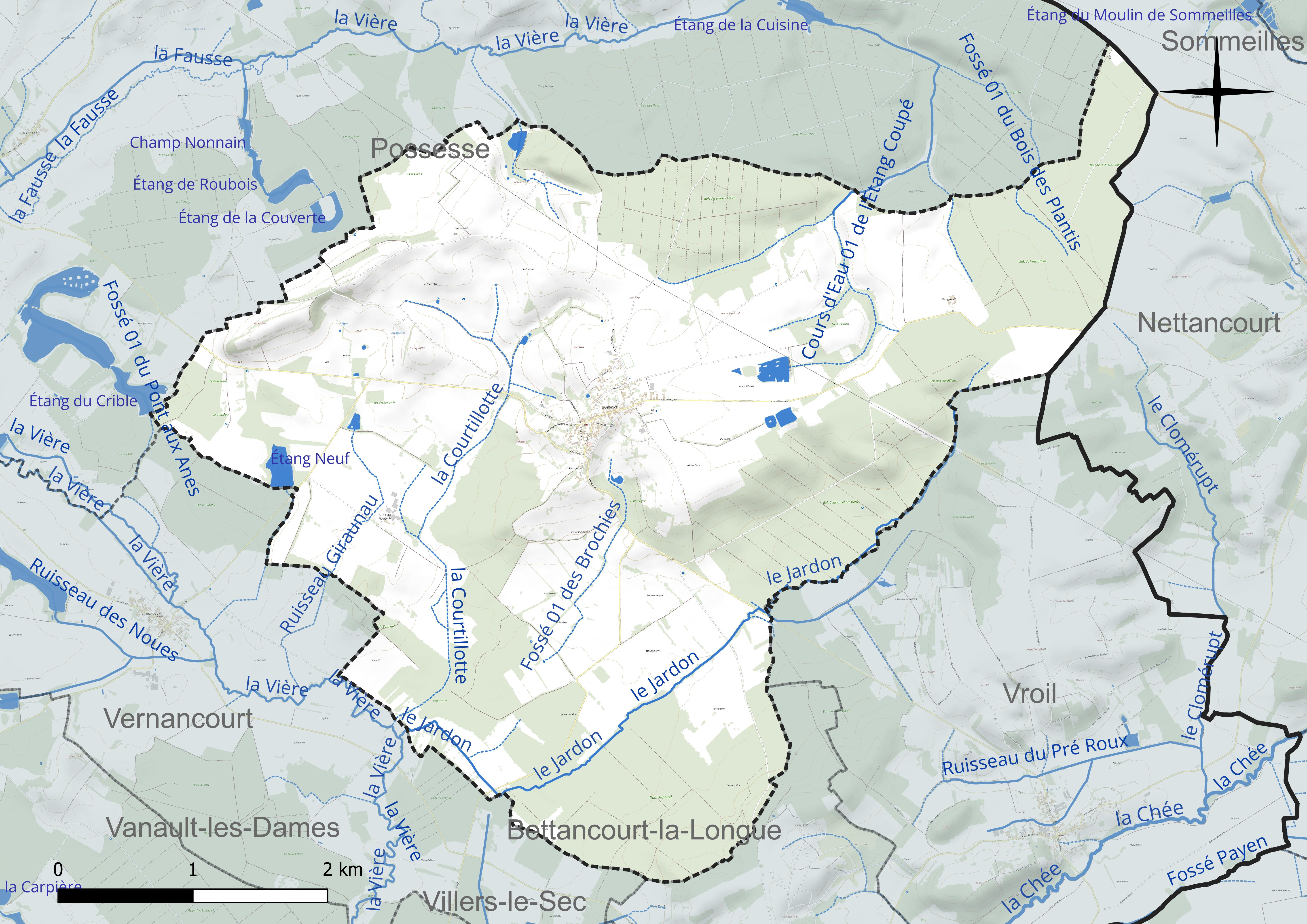
Réseau hydrographique de Charmont.

Deux plans d'eau complètent le réseau hydrographique : le plan d'eau du Bois des Bourgeois (0,7 ha) et l'étang Neuf (4,6 ha),.

### Climat
Pour des articles plus généraux, voir Climat du Grand Est et Climat de la Marne.
En 2010, le climat de la commune est de type climat des marges montargnardes, selon une étude du Centre national de la recherche scientifique s'appuyant sur une série de données couvrant la période 1971-2000. En 2020, Météo-France publie une typologie des climats de la France métropolitaine dans laquelle la commune est exposée à un climat océanique altéré et est dans une zone de transition entre les régions climatiques « Nord-est du bassin Parisien » et « Lorraine, plateau de Langres, Morvan ». 
Pour la période 1971-2000, la température annuelle moyenne est de 10,6 °C, avec une amplitude thermique annuelle de 15,9 °C. Le cumul annuel moyen de précipitations est de 913 mm, avec 13,1 jours de précipitations en janvier et 9,2 jours en juillet. Pour la période 1991-2020, la température moyenne annuelle observée sur la station météorologique de Météo-France la plus proche, « Vassincourt », sur la commune de Vassincourt à 14 km à vol d'oiseau, est de 11,4 °C et le cumul annuel moyen de précipitations est de 871,0 mm. 
La température maximale relevée sur cette station est de 41,7 °C, atteinte le 24 juillet 2019 ; la température minimale est de −17,4 °C, atteinte le 20 décembre 2009,,. 
Les paramètres climatiques de la commune ont été estimés pour le milieu du siècle (2041-2070) selon différents scénarios d'émission de gaz à effet de serre à partir des nouvelles projections climatiques de référence DRIAS-2020. Ils sont consultables sur un site dédié publié par Météo-France en novembre 2022.

## Urbanisme

### Typologie
Au 1er janvier 2024, Charmont est catégorisée commune rurale à habitat dispersé, selon la nouvelle grille communale de densité à sept niveaux définie par l'Insee en 2022.
Elle est située hors unité urbaine et hors attraction des villes,.

### Occupation des sols
L'occupation des sols de la commune, telle qu'elle ressort de la base de données européenne d’occupation biophysique des sols Corine Land Cover (CLC), est marquée par l'importance des territoires agricoles (58,1 % en 2018), une proportion sensiblement équivalente à celle de 1990 (58,5 %). La répartition détaillée en 2018 est la suivante : 
forêts (40,4 %), prairies (33,2 %), terres arables (22 %), zones agricoles hétérogènes (2,8 %), zones urbanisées (1,5 %). L'évolution de l’occupation des sols de la commune et de ses infrastructures peut être observée sur les différentes représentations cartographiques du territoire : la carte de Cassini (XVIIIe siècle), la carte d'état-major (1820-1866) et les cartes ou photos aériennes de l'IGN pour la période actuelle (1950 à aujourd'hui).

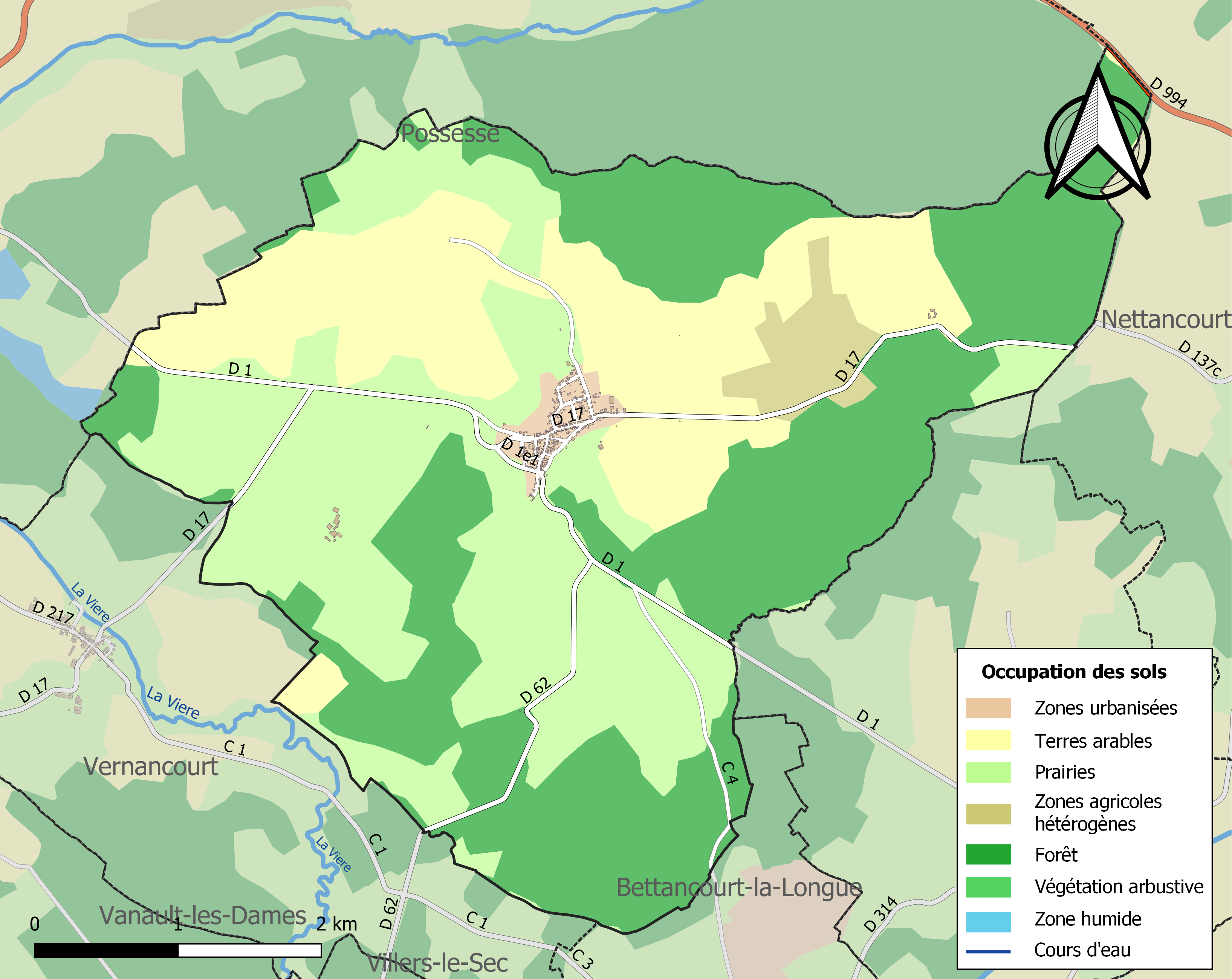
Carte des infrastructures et de l'occupation des sols de la commune en 2018 (CLC).

## Toponymie
Le nom de la localité est attesté sous les formes Calmons in pago Stadunensi (803) ; Callimons (1137) ; Calvus Mons (1142-1147) ; Villa que dicitur Chaumunt (1149) ; Chavimont (1163) ; Allodium in Carum Montem (1164) ; Calmont (1187) ; Chaumont (1195) ; Chermon (1244) ; Charmont (1248) ; Chermont (1257) ; Charmon (1767).

De l'adjectif latin calvus et montem : « mont chauve, dénudé ».

## Politique et administration

### Intercommunalité
La commune, membre de la communauté de communes des Côtes de Champagne à compter du 1er janvier 2008, est membre depuis le 1er janvier 2014, de la communauté de communes Côtes de Champagne et Saulx.
En effet, conformément aux prévisions du schéma départemental de coopération intercommunale (SDCI) de la Marne du 15 décembre 2011, les quatre petites intercommunalités : 

- communauté de communes de Saint-Amand-sur-Fion, 
- communauté de communes des Côtes de Champagne, 
-  communauté de communes des Trois Rivières 
- communauté de communes de Champagne et Saulx 

ont fusionné le 1er janvier 2014, en intégrant la commune isolée de Merlaut, pour former la nouvelle communauté de communes Côtes de Champagne et Saulx.
Dans le cadre des prévisions du nouveau schéma départemental de coopération intercommunale (SDCI) de la Marne du 30 mars 2016, celle-ci fusionne le 1er janvier 2017 avec cinq des sept communes de Saulx et Bruxenelle (Étrepy, Pargny-sur-Saulx, Blesme, Saint-Lumier-la-Populeuse, Sermaize-les-Bains) pour former la nouvelle communauté de communes Côtes de Champagne et Val de Saulx, dont Charmont est désormais membre.

### Liste des maires
| Période                                  | Période                      | Identité        | Étiquette | Qualité                        |
| ---------------------------------------- | ---------------------------- | --------------- | --------- | ------------------------------ |
| Les données manquantes sont à compléter. |                              |                 |           |                                |
| mars 1977                                | mars 2008                    | Claude Wagner   |           |                                |
| mars 2008                                | juin 2013                    | Michel Gurnot   |           |                                |
| juillet 2013                             | En cours (au 4 juillet 2014) | Georges Duvnjak |           | Réélu pour le mandat 2014-2020 |

## Équipements et services publics

### Eau et déchets
Le service public des déchets est assuré par le Syndicat mixte du Sud-Est Marnais (SYMSEM), qui a mis en place une redevance incitative. La collecte des ordures ménagères résiduelles (en bacs noirs pucés ou en sacs rouges prépayés) et des emballages ménagers recyclables (en sacs jaunes) est réalisée en porte à porte. Le SYMSEM adhérant au syndicat de valorisation des ordures ménagères de la Marne (SYVALOM), ces déchets sont amenés en centre de transfert à Sainte-Menehould ou Vitry-en-Perthois, puis valorisés sur le site de La Veuve. La collecte du verre se fait en apport volontaire, avant transformation dans une usine de Reims. Pour les déchets volumineux ou dangereux, le SYMSEM met à disposition de ses habitants une plateforme de déchets verts et gravats, à Saint-Amand-sur-Fion, ainsi que 12 déchèteries, à Arrigny, Courtisols, Givry-en-Argonne, Mairy-sur-Marne, Pargny-sur-Saulx, Pogny, Sainte-Menehould, Thiéblemont-Farémont, Valmy, Vanault-les-Dames, Villers-en-Argonne et Ville-sur-Tourbe.

## Population et société

### Démographie
L'évolution du nombre d'habitants est connue à travers les recensements de la population effectués dans la commune depuis 1793. Pour les communes de moins de 10 000 habitants, une enquête de recensement portant sur toute la population est réalisée tous les cinq ans, les populations de référence des années intermédiaires étant quant à elles estimées par interpolation ou extrapolation. Pour la commune, le premier recensement exhaustif entrant dans le cadre du nouveau dispositif a été réalisé en 2008.

En 2022, la commune comptait 236 habitants, en évolution de +6,31 % par rapport à 2016 (Marne : −1,19 %, France hors Mayotte : +2,11 %).
| 1793 | 1800  | 1806  | 1821  | 1831  | 1836  | 1841  | 1846  | 1851  |
| ---- | ----- | ----- | ----- | ----- | ----- | ----- | ----- | ----- |
| 992  | 1 146 | 1 219 | 1 081 | 1 162 | 1 151 | 1 195 | 1 202 | 1 166 |

| 1856  | 1861  | 1866  | 1872 | 1876 | 1881 | 1886 | 1891 | 1896 |
| ----- | ----- | ----- | ---- | ---- | ---- | ---- | ---- | ---- |
| 1 071 | 1 054 | 1 112 | 973  | 952  | 908  | 850  | 768  | 740  |

| 1901 | 1906 | 1911 | 1921 | 1926 | 1931 | 1936 | 1946 | 1954 |
| ---- | ---- | ---- | ---- | ---- | ---- | ---- | ---- | ---- |
| 711  | 679  | 548  | 423  | 393  | 362  | 322  | 231  | 305  |

| 1962 | 1968 | 1975 | 1982 | 1990 | 1999 | 2006 | 2008 | 2013 |
| ---- | ---- | ---- | ---- | ---- | ---- | ---- | ---- | ---- |
| 398  | 300  | 274  | 253  | 206  | 231  | 226  | 225  | 221  |

| 2018 | 2022 | - | - | - | - | - | - | - |
| ---- | ---- | - | - | - | - | - | - | - |
| 231  | 236  | - | - | - | - | - | - | - |

## Culture locale et patrimoine

### Lieux et monuments

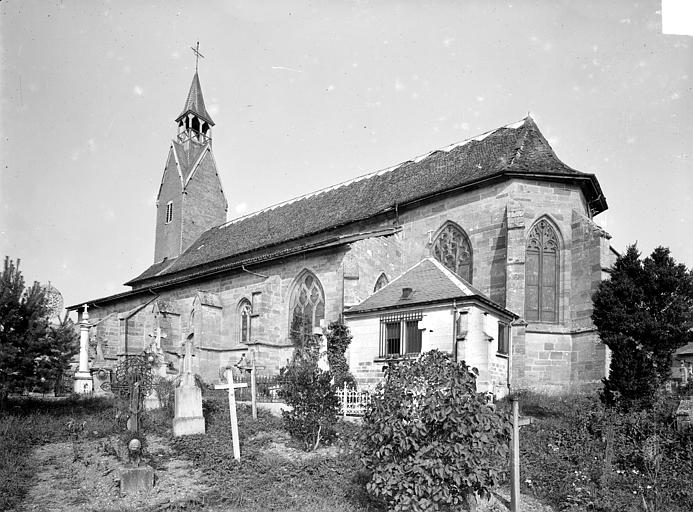
Vue de l'église en 1915.

- Église de la Nativité-de-la-Sainte-Vierge, partiellement détruite pendant la Seconde Guerre mondiale et  Classée MH (1944, Eglise (ruines) : classement par arrêté du 19 avril 1944)[28]. Elle a été depuis reconstruite[29].

Une église existait déjà sur ce même emplacement au XIIe siècle. Plusieurs fois détruite, elle fut rebâtie au XVe siècle et subit de nombreuses transformations au cours des siècles.
- Lavoir Gény Fontaine : Rénové en 2011 par l'Association pour l'avenir du passé de Charmont et de ses environs (Apce)

### Personnalités liées à la commune
- Jean-François Lescuyer (1820-1887), naturaliste et ornithologue.

### Héraldique
| Armes de Charmont | Les armes de la commune se blasonnent ainsi : parti : au premier d'or aux deux fasces de gueules, au second d'azur à la tour d'argent ouverte, ajourée et maçonnée de sable ; le tout sommé d'un chef de sinople chargé, à dextre, d'un gland feuillé d'or et, à senestre, d'une abeille du même. |